# AMX-30 AuF.1
AUF1 — 155-мм самохідна артилерійська установка, розроблена французькою фірмою Nexter наприкінці 1970-х років.

## Опис конструкції
Самохідна артилерійська установка на гусеничному шасі танка AMX-30 з баштою, що обертається.
Озброєння: 155-мм гаубиця (довжина ствола 39 калібрів). Зброя оснащена двокамерним дульним гальмом. Установка оснащена напівавтоматичною системою заряджання, що забезпечує максимальну скорострільність 8 вистр./хв. Початкова швидкість снаряда – 810 м/с. Допоміжне озброєння – 12,7-мм кулемет.
Застосовуються осколково-фугасні, активно-реактивні, димові та освітлювальні снаряди, а також снаряди з коректованою траєкторією «Бонус».
Додаткове обладнання: система захисту від зброї масового ураження, допоміжний бензиновий двигун потужністю 6,5 кВт.
Розрахунок складається з чотирьох осіб: командира зброї, навідника, що заряджає та механіка-водія.

## Модифікації

### AUF1T
Модернізація 1988 року. Замість допоміжного бензинового двигуна встановлено газотурбінний потужність 10,5 кВт. Удосконалено систему заряджання. Випущено 97 одиниць.

### AUF1TA, AUF2
Дослідні варіанти розроблені для заміни AuF1. Виготовлено на базі танка AMX-30B2. Оснащені модернізованою автоматичною системою керування вогнем та автоматичною системою наведення. На установці AUF2 встановлено зброю з довжиною ствола 52 калібри, що забезпечує дальність стрільби активно-реактивним снарядом до 42 км. Максимальна скорострільність доведена до 10 постр./хв.
У 2003 році у зв'язку з використанням 155-мм самохідної гаубиці CAESAR було прийнято рішення про відмову від модернізації самохідної гаубиці AUF1 до рівня AUF2.

## Оператори

### Поточні оператори
- Франція[1]
- Саудівська Аравія

### Колишні оператори
- Кувейт
- Ірак[2]